# Привокзальная площадь (Минск)
Привокза́льная пло́щадь (бел. Прывакзальная плошча) — площадь в Минске, прилегающая к вокзалу железнодорожной станции Минск-Пассажирский.

## Характеристика
Кроме железнодорожного вокзала, на площади размещаются также
- автовокзал «Центральный»,
- комплекс зданий Белорусского государственного университета,
- а также так называемые «Ворота Минска» — два 11-этажных здания-башни по углам 5-этажных домов, расположенных симметрично относительно поперечной оси Привокзальной площади (здание вокзала — улица Кирова). На одном здании установлены часы, на другом — литой герб БССР.

Площадь начала формироваться в 1870-е, когда были построены деревянные павильоны пассажирского вокзала Либаво-Роменской железной дороги (Виленский вокзал). В 1890-е на их месте среди преимущественно деревянной застройки возведено кирпичное здание вокзала. В 1940 оно реконструировано (арх. И. Речаник). В это же время развернулись работы по реконструкции площади (арх. Б. Рубаненко).
По меткому замечанию ученика архитектора Бориса Рубаненко — академика архитектуры, заслуженного архитектора Беларуси Юрия Градова, «въездные врата» стали неизменным символом Минска по той причине, что автор проекта сумел почувствовать и подчеркнуть очень важную историческую параллель: башни Привокзальной площади приняли историческую эстафету от традиционных деревянных башен старинного минского Замчища, которые тоже были в своё время въездными воротами. И эта архитектурная и историческая преемственность придала им особую убедительность и привлекательность.
Система подземных переходов под площадью связывает между собой вокзал, посадочные платформы и станции метро «Площадь Ленина» и «Вокзальная».

## История
Площадь начала формироваться в 1870-е, когда были построены деревянные павильоны пассажирского вокзала Либаво-Роменской железной дороги (Виленский вокзал). В 1890-е на их месте среди преимущественно деревянной застройки возведено кирпичное здание вокзала. В 1940 оно реконструировано (арх. И. Речаник). В это же время развернулись работы по реконструкции площади (арх. Б. Рубаненко).
В годы войны здание вокзала сгорело, в 1946—1949 восстановлено с небольшими изменениями. В 1948—1956 сложилась современная застройка площади (арх. Б. Рубаненко, Л. Голубовский, А. Корабельников). До начала 1960-х на месте, где стоял автовокзал «Центральный», находилась водонапорная башня. В конце 1990-х в связи со строительством нового здания вокзала площадь (точнее, её место со стороны здания железнодорожного вокзала) значительно изменена. В нач. 2000-х сдвинуты трамвайные пути.
- «Ворота Минска» днём
- «Ворота Минска» ночью